# Demian Richardson
Demian Richardson    (* 15. November 1970 in New York City) ist ein US-amerikanischer Jazztrompeter.

## Leben und Wirken
Richardson hatte ab acht Jahren Unterricht auf der Trompete und absolvierte am New England Conservatory of Music eine klassische Ausbildung. Unter dem Eindruck der Musik von Ornette Coleman beschäftigte er sich mit Free Jazz; seitdem arbeitete er u. a. mit Cecil Taylor, Ornette Coleman, Jimmy Giuffre, Joe Maneri, Ran Blake, Allen Ginsberg, Lester Bowie, Phillip Wilson, William Parker, Ed Schuller, John Blum, Dennis Charles und mit der Crossover-Band Fishbone. 2009 wirkte er mit Daniel Carter, Federico Ughi, Matthew Putman und David Moss an dem Album The Gowanus Recordings mit. Im folgenden Jahr entstand in ähnlicher Besetzung sein Debütalbum Wake Up for Those Who Care To Listen. In den folgenden Jahren arbeitete er u. a. auch mit Jimmy Bennington, Dominic Duval, Jon Irabagon und Jay Rosen. Im Bereich des Jazz war er zwischen 2009 und 2011 an sieben Aufnahmesessions beteiligt. Neben seinen Jazzprojekten spielte er mit der Rockband White Trash, mit der Avant-Punkband Rock Hop Ninjas  und mit der Improvisationsband Monticello (mit Daniel Carter).

## Diskographische Hinweise
- Wake Up for Those Who Care to Listen (CIMP, 2010), mit Daniel Carter, Ed Schuller, Federico Ughi
- Carter/Ughi/Putman/Richardson/Moss: Wake Up! (2010)[3]
- All's Well (CIMP, 2010), mit Daniel Carter, Ed Schuller, Federico Ughi
- A Moment in Time (CIMP, 2010), mit Dominic Duval
- Jimmy Bennington/Demian Richardson Trio: Exotic Coda (CIMP, 2011), mit Ken Filiano
- Jay Rosen/Dominic Duval/Demian Richardson/Jon Irabagon: No Prisoners (CIMP, 2011)